# 카투어파

카투어파

카투어파(Katuic)는 베트남 중부와 라오스 중남부에 걸친 안남산맥 중부의 산악 지대에서 쓰이는 오스트로아시아어족의 한 언어군이다. 카투어파 언어를 사용하는 소수 민족으로 카투족, 따오이족, 파코족, 브루족, 쿠이족이 있다.

## 언어
다음은 Sidwell (2005)에 따른 하위 분류이다.
- 쿠이어 계열: Kuy, Souei
- 브루어 계열: Bru, So 등
- 따오이어 계열: Ta'Oi, Katang, Talan/Ong/Ir/Inh, Kriang/Ngeq
- 카투어 계열: Katu, Phuong, Kantu, Triw, Dak Kang
- 파코어 계열: Pacoh